# Ben Reynolds (athlétisme)
Pour les articles homonymes, voir Ben Reynolds et Reynolds.
Ben Reynolds (né le 26 septembre 1990 à Holywood) est un athlète irlandais, spécialiste du 110 m haies.
Il termine second de la Première Ligue des Championnats d'Europe d'athlétisme par équipes 2015.
Le 1er août 2015, il porte son record, également record d'Irlande du Nord, à 13 s 48 à Bedford (GBR) avec un vent favorable de + 0,8 m/s.
Bien qu'Irlandais du Nord, il représente l'Irlande.